# جنسية

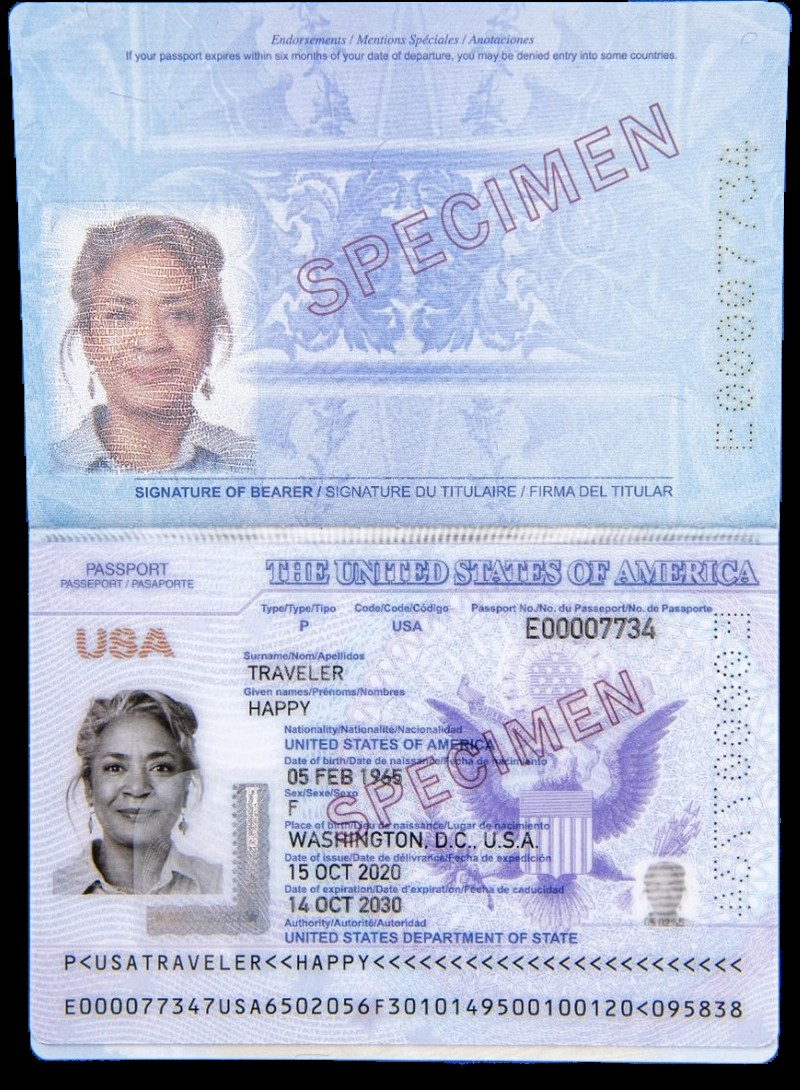
جواز السفر يعد أحد الوثائق الرسمية التي تفيد إثبات الجنسية.

الجنسية هي تعريف قانوني لشخص في القانون الدولي، تحدد الشخص فردًا، مواطنًا لدولة ذات سيادة. يُتيح الولاية القضائية على الشخص ويمنحه حماية الدولة ضد الدول الأخرى.
تنص المادة 15 من الإعلان العالمي لحقوق الإنسان على أن «لكل شخص الحق في الجنسية»، و«لا يجوز تجريد أي شخص من جنسيته تعسفاً أو حرمانه من الحق في تغيير جنسيته». وفقاً للأعراف والاتفاقيات الدولية، من حق كل دولة تحديد رعاياها. هذه القرارات هي جزء من قانون الجنسية. وفي بعض الحالات، يخضع تحديد الجنسية أيضاً للقانون الدولي العام -على سبيل المثال، بموجب المعاهدات المتعلقة بانعدام الجنسية والاتفاقية الأوروبية المتعلقة بالجنسية.
تختلف حقوق وواجبات المواطنين من دولة إلى أخرى،  وغالباً ما يُكملها قانون المواطنة في بعض السياقات، إلى درجة أن المواطنة مرادف للجنسية. ومع ذلك، تختلف الجنسية من الناحية الفنية والقانونية عن المواطنة، وهي علاقة قانونية مختلفة بين الشخص والبلد. يمكن أن يشمل اسم «مواطن» كلًا من المواطنين والمقيمين. السمة المميزة الأكثر شيوعاً للمواطنة هي أن المواطنين لديهم الحق في المشاركة في الحياة السياسية للدولة، مثل التصويت أو الترشح للانتخابات. ومع ذلك، في معظم الدول الحديثة جميع الرعايا هم مواطنون للدولة، والمواطنون المُتمتعون بكافة الحقوق هم مواطنون للدولة.
في النصوص القديمة أو اللغات الأخرى، غالبًا ما استُخدمت كلمة «الجنسية»، بدلًا من «الإثنية»، للإشارة إلى مجموعة عرقية (مجموعة من الناس الذين يشتركون في هوية عرقية مشتركة، لغة، ثقافة، نسب، تاريخ، وما إلى ذلك). لم يُحدد المعنى القديم «للجنسية» بحدود سياسية أو ملكية جوازات سفر، ويشمل الدول التي تفتقر إلى دولة مستقلة (مثل الآراميين، والاسكتلنديين، والويلزيين، والإنكليزية، والأندلوسية، والباسك، والكتالونيين، والأكراد، والقبائل، والبلوش، والهندكوانيين، والمولتانيين، والسنديين، والبربر، والبوسنيين، والفلسطينيين، والهمونغ، والإنويت، والأقباط، والمولوسيين، والكوزا، والزولو، وغيرهم). يمكن اعتبار الأفراد مواطنين لمجموعات استقلالية تنازلت عن بعض السلطة إلى دولة أكبر ذات سيادة. وتستخدم الجنسية أيضًا مصطلحاً للهوية الوطنية، مع بعض حالات سياسات الهوية والقومية التي تدمج الجنسية القانونية وكذلك العرقية مع الهوية الوطنية.

## القانون الدولي
الجنسية هي وضع قانوني يسمح للدولة بمنح حقوق المواطن وفرض واجبات عليه. في معظم الحالات، لا يُجرى إرفاق أي حقوق أو واجبات بهذا الوضع تلقائيًا، على الرغم من أن الوضع القانوني شرط مسبق ضروري لأي حقوق وواجبات تنشئها الدولة.
في القانون الأوروبي، الجنسية هي الحالة أو العلاقة التي تمنح الدولة الحق في حماية شخص من دول أخرى. تعتمد الحماية الدبلوماسية والقنصلية على هذه العلاقة بين الفرد والدولة. تُستخدم حالة الشخص القانونية باعتباره مواطنًا لبلد ما لحل تعارض القوانين.
يحق للدول أن تحدد بحرية رعاياها من غيرهم، ضمن الحدود الواسعة التي تفرضها بعض المعاهدات والقانون الدولي. ومع ذلك، منذ قضية نوتبوم، تُطالب الدول الأخرى فقط باحترام مُطالبات الدولة لحماية مواطن مزعوم إذا كانت الجنسية قائمة على رابطة اجتماعية حقيقية. وفي حالة ازدواج الجنسية، يجوز للدول أن تحدد الجنسية الأكثر فعالية للشخص، لتحديد قوانين الدولة الأكثر صلة. هناك أيضًا قيود على إزالة صفة الشخص كمواطن. تنص المادة 15 من الإعلان العالمي لحقوق الإنسان على أن «لكل شخص الحق في الجنسية»، و«لا يجوز تجريد أي شخص من جنسيته تعسفاً أو حرمانه من الحق في تغيير جنسيته».

## القانون الوطني
يحق لحاملي الجنسية عادة الدخول أو العودة إلى البلد الذي ينتمون إليه. تُعطى جوازات السفر لحاملي جنسية الدولة، وليس للمواطنين فقط، وذلك لأن جواز السفر هو وثيقة سفر تستخدم لدخول البلاد. لا يُعطى جميع حاملي الجنسية الحق في الإقامة (الحق في العيش بشكل دائم) في البلدان التي منحتهم جوازات السفر.

## الجنسية مقابل المواطنة
تركز المواطنة من الناحية النظرية على الحياة السياسية الداخلية للدولة، وتُعد الجنسية مسألة خاضعة للقانون الدولي. تنص المادة 15 من الإعلان العالمي لحقوق الإنسان على أن لكل فرد الحق في الجنسية. يمكن اعتبار هذه الجنسية في القانون الدولي وفهمها على أنها مواطنة، وبشكل عام، على أنها خاضعة لدولة ذات سيادة أو تنتمي إليها، ولا يمكن اعتبارها عرقية. يوجد حوالي 10 ملايين شخص عديمي الجنسية.
لا يشمل مفهوم المواطنة الكاملة في العصر الحديث الحقوق السياسية النشطة فحسب، بل يشمل الحقوق المدنية الكاملة والحقوق الاجتماعية. تُعد الجنسية شرطًا ضروريًا ولكنه ليس كافيًا لممارسة الحقوق السياسية الكاملة داخل دولة أو كيان سياسي آخر. تُعد الجنسية ضرورية للحصول على المواطنة الكاملة.
تجسد الاختلاف الأهم بين حامل الجنسية والمواطن عبر التاريخ بامتلاك المواطن الحق في التصويت للمسؤولين المنتخبين، والحق في أن يُنتخب. يعود هذا التمييز بين المواطنة الكاملة والعلاقات الأخرى الأقل أهمية إلى العصور القديمة. استمر اعتبار نسبة معينة فقط من الأفراد، الذين ينتمون إلى الدولة، بأنهم مواطنين كاملين أمرًا عاديًا حتى القرنين التاسع عشر والعشرين. استُبعِد عدد من الأشخاص من المواطنة في الماضي على أساس الجنس، والطبقة الاجتماعية، والاقتصادية، والعرق، والدين وعوامل أخرى. بنى العديد من الناس علاقة قانونية مع حكومتهم تشبه المفهوم الحديث للجنسية.

## الجنسية مقابل الهوية القومية
الهوية القومية هي شعور الفرد الذاتي بالانتماء إلى دولة واحدة أو إلى أمة واحدة. يُعتبر الفرد من حاملي جنسية دولة ما، بمعنى أنه مواطن فيها، دون أن يشعر بشكل شخصي أو عاطفي بكونه جزءًا من تلك الدولة؛ فيتعرف العديد من المهاجرين في أوروبا مثلًا على خلفية أسلافهم و/أو خلفيتهم الدينية بدلًا من الدولة التي هم مواطنون فيها. يمكن للفرد أن يشعر بالانتماء إلى دولة واحدة دون أن تكون له أي علاقة قانونية بها؛ وذلك مثل الأطفال الذين أُحضِروا إلى الولايات المتحدة بشكل غير قانوني في صغرهم؛ ونشأوا هناك بينما لم يكن لديهم اتصال يذكر ببلدهم الأصلي وثقافته، ولكنهم يملكون هوية قومية وشعورًا بأنهم أمريكيون، وذلك على الرغم من كونهم قانونيًا حاملين لجنسية دولة مختلفة.

## الجنسية المزدوجة
الجنسية المزدوجة هي امتلاك الفرد علاقة رسمية مع دولتين منفصلتين وذات سيادة. يحدث هذا، على سبيل المثال، إذا كان والدا الفرد من حاملي جنسيتين مختلفتين، واعتراف بلد الأم بجميع ذريتها، واعتراف بلد الأب بجميع ذريته.
نُظِر إلى الجنسية، بأصولها التاريخية في الولاء لملك ذو سيادة، في الأصل على أنها حالة دائمة، ومتأصلة، وغير قابلة للتغيير، وفي وقت لاحق، عندما سُمِح بتغيير الولاء، كعلاقة حصرية بحتة، إذ أصبح حمل جنسية دولة واحدة يتطلب رفض الدولة السابقة.
اعتُبِرت الجنسية المزدوجة مشكلة تسببت في نزاع بين الدول وفرضت أحيانًا متطلبات متبادلة على الأشخاص المتضررين، مثل الخدمة في وقت واحد في قوات البلدين العسكرية. ركزت العديد من الاتفاقيات الدولية خلال منتصف القرن العشرين على تقليل احتمالية ازدواج الجنسية. تشكلت منذ ذلك الحين العديد من الاتفاقيات التي تعترف بالجنسية المزدوجة وتنظمها.

## الحماية القانونية
تتناول البنود التالية الحق في الجنسية:
•الاتفاقية المتعلقة بوضع اللاجئين.
•البروتوكول المتعلق بمركز اللاجئين.
•الاتفاقية المتعلقة بوضع الأشخاص عديمي الجنسية.
•الاتفاقية المتعلقة بتقليل حالات انعدام الجنسية.
•الاتفاقية الأوروبية بشأن الجنسية.
•الميثاق الأفريقي لحقوق ورفاهية الطفل (المادة ٦).
•الاتفاقية الأمريكية لحقوق الإنسان (المادة ٢٠).
•الإعلان الأمريكي لحقوق وواجبات الإنسان (المادة ١٩).
•الميثاق العربي لحقوق الإنسان (المادة ٢٤).
•اتفاقية القضاء على جميع أشكال التمييز ضد المرأة (المادة ٩).
•الاتفاقية الدولية للقضاء على جميع أشكال التمييز العنصري (المادة ٥ (د) (٣)).
•اتفاقية حقوق ذوي الإعاقة (المادة ١٨).
•اتفاقية حقوق الطفل (المادة ٧ و٨).
•اتفاقية مجلس أوروبا المتعلقة بإبطال انعدام الجنسية في حالة خلافة الدول.
•الميثاق الدولي الخاص بالحقوق المدنية والسياسية (المادة (٣) (٢٤)).
•بروتوكول الميثاق الأفريقي لحقوق الإنسان والشعوب المتعلق بحقوق المرأة في أفريقيا (بروتوكول مابوتو) (٦ (ز) و (ح)).
•الإعلان العالمي لحقوق الإنسان (المادة ١٥).

## القانون الوطني
يتمتع المواطنون عادة بالحق في الدخول أو العودة إلى البلد الذي ينتمون إليه. تُصدر جوازات السفر لرعاية الدولة، وليس فقط للمواطنين، لأن جواز السفر هو وثيقة السفر المستخدمة لدخول البلاد. ومع ذلك، قد لا يكون للمواطنين الحق في الإقامة (الحق في العيش بشكل دائم) في البلدان التي تمنحهم جوازات السفر.